# Tahitiaans voetbalelftal (mannen)
Het Tahitiaans voetbalelftal is een team van voetballers dat Frans-Polynesië vertegenwoordigt bij internationale wedstrijden zoals bij de kwalificatiewedstrijden voor het WK en de OFC Nations Cup. In 2012 werd het elftal kampioen van Oceanië.

## Deelnames aan internationale toernooien
Door de overwinning in de Oceanië Cup van 2012 mocht Tahiti namens de OFC meedoen aan de Confederations Cup. De eerste wedstrijd werd gespeeld in Belo Horizonte tegen Nigeria. De wedstrijd werd verloren met 1–6. De enige goal van Tahiti werd gemaakt door Jonathan Tehau. Het zou ook de enige goal worden van het toernooi voor Tahiti want ook de andere wedstrijd gingen verloren. Tegen Spanje werd het 0–10 en tegen Uruguay 0–8.

### Wereldkampioenschap
| Wereldkampioenschap voetbal overzicht | Wereldkampioenschap voetbal overzicht | Wereldkampioenschap voetbal overzicht | Wereldkampioenschap voetbal overzicht | Wereldkampioenschap voetbal overzicht | Wereldkampioenschap voetbal overzicht | Wereldkampioenschap voetbal overzicht | Wereldkampioenschap voetbal overzicht | Wereldkampioenschap voetbal overzicht |
| Jaar                                  | Ronde                                 | Wed.                                  | W                                     | G                                     | V                                     | DV                                    | DT                                    |                                       |
| ------------------------------------- | ------------------------------------- | ------------------------------------- | ------------------------------------- | ------------------------------------- | ------------------------------------- | ------------------------------------- | ------------------------------------- | ------------------------------------- |
| 1994                                  | Niet gekwalificeerd                   | Niet gekwalificeerd                   | Niet gekwalificeerd                   | Niet gekwalificeerd                   | Niet gekwalificeerd                   | Niet gekwalificeerd                   | Niet gekwalificeerd                   |                                       |
| 1998                                  | Niet gekwalificeerd                   | Niet gekwalificeerd                   | Niet gekwalificeerd                   | Niet gekwalificeerd                   | Niet gekwalificeerd                   | Niet gekwalificeerd                   | Niet gekwalificeerd                   |                                       |
| 2002                                  | Niet gekwalificeerd                   | Niet gekwalificeerd                   | Niet gekwalificeerd                   | Niet gekwalificeerd                   | Niet gekwalificeerd                   | Niet gekwalificeerd                   | Niet gekwalificeerd                   |                                       |
| 2006                                  | Niet gekwalificeerd                   | Niet gekwalificeerd                   | Niet gekwalificeerd                   | Niet gekwalificeerd                   | Niet gekwalificeerd                   | Niet gekwalificeerd                   | Niet gekwalificeerd                   |                                       |
| 2010                                  | Niet gekwalificeerd                   | Niet gekwalificeerd                   | Niet gekwalificeerd                   | Niet gekwalificeerd                   | Niet gekwalificeerd                   | Niet gekwalificeerd                   | Niet gekwalificeerd                   |                                       |
| 2014                                  | Niet gekwalificeerd                   | Niet gekwalificeerd                   | Niet gekwalificeerd                   | Niet gekwalificeerd                   | Niet gekwalificeerd                   | Niet gekwalificeerd                   | Niet gekwalificeerd                   |                                       |
| 2018                                  | Niet gekwalificeerd                   | Niet gekwalificeerd                   | Niet gekwalificeerd                   | Niet gekwalificeerd                   | Niet gekwalificeerd                   | Niet gekwalificeerd                   | Niet gekwalificeerd                   |                                       |
| 2022                                  | Niet gekwalificeerd                   | Niet gekwalificeerd                   | Niet gekwalificeerd                   | Niet gekwalificeerd                   | Niet gekwalificeerd                   | Niet gekwalificeerd                   | Niet gekwalificeerd                   |                                       |
| 2026                                  | Niet gekwalificeerd                   | Niet gekwalificeerd                   | Niet gekwalificeerd                   | Niet gekwalificeerd                   | Niet gekwalificeerd                   | Niet gekwalificeerd                   | Niet gekwalificeerd                   |                                       |

### Confederations Cup
| Confederations Cup overzicht | Confederations Cup overzicht | Confederations Cup overzicht | Confederations Cup overzicht | Confederations Cup overzicht | Confederations Cup overzicht | Confederations Cup overzicht | Confederations Cup overzicht | Confederations Cup overzicht |
| Jaar                         | Ronde                        | Wed.                         | W                            | G                            | V                            | DV                           | DT                           |                              |
| ---------------------------- | ---------------------------- | ---------------------------- | ---------------------------- | ---------------------------- | ---------------------------- | ---------------------------- | ---------------------------- | ---------------------------- |
| 2013                         | Groepsfase                   | 3                            | 0                            | 0                            | 3                            | 1                            | 24                           |                              |

### Oceanisch kampioenschap
| Oceanisch kampioenschap voetbal overzicht | Oceanisch kampioenschap voetbal overzicht | Oceanisch kampioenschap voetbal overzicht | Oceanisch kampioenschap voetbal overzicht | Oceanisch kampioenschap voetbal overzicht | Oceanisch kampioenschap voetbal overzicht | Oceanisch kampioenschap voetbal overzicht | Oceanisch kampioenschap voetbal overzicht | Oceanisch kampioenschap voetbal overzicht |
| Jaar                                      | Ronde                                     | Wed.                                      | W                                         | G                                         | V                                         | DV                                        | DT                                        | Kwal                                      |
| ----------------------------------------- | ----------------------------------------- | ----------------------------------------- | ----------------------------------------- | ----------------------------------------- | ----------------------------------------- | ----------------------------------------- | ----------------------------------------- | ----------------------------------------- |
| 1973                                      | Tweede                                    | 5                                         | 2                                         | 2                                         | 1                                         | 7                                         | 4                                         |                                           |
| 1980                                      | Tweede                                    | 4                                         | 3                                         | 0                                         | 1                                         | 23                                        | 9                                         |                                           |
| 1996                                      | Tweede                                    | 4                                         | 2                                         | 0                                         | 2                                         | 3                                         | 12                                        | (Kwal.)                                   |
| 1998                                      | Vierde                                    | 4                                         | 1                                         | 0                                         | 3                                         | 8                                         | 10                                        | (Kwal.)                                   |
| 2000                                      | Groepsfase                                | 2                                         | 0                                         | 0                                         | 2                                         | 2                                         | 5                                         | (Kwal.)                                   |
| 2002                                      | Derde                                     | 5                                         | 3                                         | 0                                         | 2                                         | 8                                         | 9                                         |                                           |
| 2004                                      | Groepsfase                                | 5                                         | 1                                         | 1                                         | 3                                         | 2                                         | 24                                        | (Kwal.)                                   |
| 2008                                      | Niet gekwalificeerd                       | Niet gekwalificeerd                       | Niet gekwalificeerd                       | Niet gekwalificeerd                       | Niet gekwalificeerd                       | Niet gekwalificeerd                       | Niet gekwalificeerd                       | Niet gekwalificeerd                       |
| 2012                                      | Kampioen                                  | 5                                         | 5                                         | 0                                         | 0                                         | 20                                        | 5                                         |                                           |
| 2016                                      | Groepsfase                                | 3                                         | 1                                         | 2                                         | 0                                         | 7                                         | 3                                         |                                           |
| 2024                                      | Derde                                     | 3                                         | 1                                         | 1                                         | 1                                         | 3                                         | 2                                         |                                           |

### Beker van Polynesië
| Beker van Polynesië overzicht | Beker van Polynesië overzicht | Beker van Polynesië overzicht | Beker van Polynesië overzicht | Beker van Polynesië overzicht | Beker van Polynesië overzicht | Beker van Polynesië overzicht | Beker van Polynesië overzicht | Beker van Polynesië overzicht |
| Jaar                          | Ronde                         | Wed.                          | W                             | G                             | V                             | DV                            | DT                            |                               |
| ----------------------------- | ----------------------------- | ----------------------------- | ----------------------------- | ----------------------------- | ----------------------------- | ----------------------------- | ----------------------------- | ----------------------------- |
| 1994                          | Kampioen                      | 3                             | 3                             | 0                             | 0                             | 10                            | 1                             |                               |
| 1998                          | Kampioen                      | 4                             | 4                             | 0                             | 0                             | 27                            | 1                             |                               |
| 2000                          | Kampioen                      | 4                             | 4                             | 0                             | 0                             | 30                            | 2                             |                               |

## FIFA-wereldranglijst[7]
| 1993 | 1994 | 1995 | 1996 | 1997 | 1998 | 1999 | 2000 | 2001 | 2002 | 2003 | 2004 | 2005 | 2006 | 2007 | 2008 | 2009 | 2010 | 2011 | 2012 | 2013 | 2014 | 2015 | 2016 | 2017 | 2018 |
| ---- | ---- | ---- | ---- | ---- | ---- | ---- | ---- | ---- | ---- | ---- | ---- | ---- | ---- | ---- | ---- | ---- | ---- | ---- | ---- | ---- | ---- | ---- | ---- | ---- | ---- |
| 141  | 148  | 156  | 158  | 161  | 123  | 139  | 131  | 127  | 115  | 133  | 124  | 141  | 173  | 162  | 188  | 194  | 184  | 184  | 139  | 143  | 166  | 189  | 148  | 152  | 157  |

## Bondscoaches
FTF · 
A-internationals · 
Tahitiaans vrouwenelftal
1989 – 1999 · 
2000 – 2009 · 
2010 – 2019
Amerikaans-Samoa ·
Australië ·
Cookeilanden ·
Fiji ·
Nieuw-Caledonië ·
Nieuw-Zeeland ·
Nigeria ·
Papoea-Nieuw-Guinea ·
Salomonseilanden ·
Samoa ·
Spanje ·
Tonga ·
Uruguay ·
Vanuatu